# Marguerite Rostan
Marguerite Rostan (Estrasburgo, Francia, 1907 – Ciudad de México, 2006) fue una diseñadora de moda, estilista y promotora del arte popular francesa, pero establecida en México, conocida principalmente por su trabajo en El Palacio de Hierro.

## Primeros años
Nació en Estrasburgo, donde pasó sus primeros años. Posteriormente, se mudó a París donde estudió Alta costura y conoció a su marido Albert Rostan. Llegó a México en 1929, a bordo del Mexique, uno de los pocos barcos que entonces cubrían la ruta desde Francia, siguiendo a su marido quien había partido al país para probar suerte. Al poco tiempo de desembarcar consiguió trabajo en el departamento de moda de El Palacio de Hierro, donde obtendría el mote de "Madame Rostan" por su origen francés.

## En el mundo del alta costura
Desde 1930, Rostan diseñó vestidos para las mujeres de la alta sociedad mexicana, entre quienes se encontraron algunas primeras damas como: Josefina Ortiz de Ortiz Rubio, Soledad Orozco de Ávila Camacho, Beatriz Velasco de Alemán, María Izaguirre de Ruiz Cortines y Eva Sámano de López Mateos. Al regreso de su exilio, Carmen Romero Rubio viuda de Porfirio Díaz recurrió regularmente a sus servicios. También colaboró en el diseño de vestuario de María Félix en El peñón de las ánimas de la mano del también modista Armando Valdés Peza.
Terminada la Segunda Guerra Mundial, México cerró su economía, aplicando la política de sustitución de importaciones. La confección de ropa se llevó a cabo en el país y por eso algunos modistos franceses de fama mundial recurrieron a expertos de alta costura que hicieran aquí prendas con su calidad y diseños. Madame Rostan fue la única persona autorizada por Christian Dior para hacer sus vestidos de novia y de ceremonia, siguiendo los trazos de los patrones que recibía del modisto francés, y etiquetarlos con su marca.

## Promotora de la artesanía mexicana
Desde el principio le gustó México y lo recorrió varias veces. El primer lugar que visitó fue la ciudad de Oaxaca, que en los años treinta era aún pequeña. Amante de la cultura mexicana, buscó difundirla en el ámbito internacional, por medio de las artesanías y la ropa. 
En la moda introdujo algunas prendas típicas, en conjunto con otras de corte internacional. Decía que “debe ser con discreción y con una propiedad impecable... La moda cambia, es veleidosa, pero yo creo que algunas prendas mexicanas como el rebozo, el quexquémitl, el huipil, no deben pasar nunca, que hay que hacer que se conviertan en internacionales como el sari de la India, que se usa en todo el mundo. Yo pienso que podemos hacer muchas adaptaciones de prendas mexicanas, mezclar lo mexicano con la moda actual.”
En la década de los sesenta, cuando se retiró del diseño de modas, hizo que en la tienda en la que tantos años trabajó se vendieran artesanías, en especial de Oaxaca y Chiapas. Pensaba que para que los artesanos fueran realmente exitosos tendrían que aprender a leer bien y las cuatro operaciones aritméticas.
En lo personal, fue coleccionista. Tuvo alrededor de 140 trajes completos, incluyendo joyería y accesorios. Cuando falleció su colección de textiles mexicanos pasó a formar parte de la del Museo Franz Mayer, institución que, con el título de Entre la moda y la tradición, organizó una exposición especial del 21 de junio al 20 de octubre de 2019 en sus instalaciones. Las noticias sobre su inauguración, dadas a conocer por el propio museo, están encabezadas con una cita:
Me dediqué a la moda, porque era mi oficio, y a la artesanía porque era mi gusto 

## Exposiciones
El Arte de la Moda y La Indumentaria en México, 2016, Palacio de Iturbide.
Entre la moda y la tradición, 2019, Museo Franz Mayer.